# جوائز ألبرتو سولس
تُمنح جوائز ألبرتو سولس كل عامين بهدف تقدير جهود الباحثين وتحفيز التفاني في العمل العلمي والبحثي في مجال علوم الصحة، وذلك ضمن نطاق مجتمع بلنسية المحلي
تاريخها
في عام 1983، اجتمعت لجنة من بلدية ساكس مع السيد ألبرتو سولس غارسيا في منزله بمدينة مدريد لطلب موافقته على إنشاء جائزة تحمل اسمه.
كانت اللجنة المكلّفة بتنفيذ المشروع برئاسة السيدة بنيتا مورينو، عضوة المجلس البلدي لشؤون الثقافة، وتكوّنت من نائب رئيس جامعة لقنت، المدير العام للجامعات في حكومة فالنسيا، رئيس مجلس محافظة أليكانتي (الذي فوّض المهمة لنائب الثقافة)، وعمدة بلدية ساكس، السيد بيدرو بارسلو (الذي فوّض بدوره السيدة بنيتا مورينو ونائب العمدة الأول).
وأخيرًا، في يناير عام 1986، قام مجلس بلدية ساكس، بالتعاون مع حكومة فالنسيا، ومجلس محافظة أليكانتي، وجامعة أليكانتي، بتأسيس جائزتين:
جائزة أفضل عمل بحثي، وقيمتها مليون بيزيتا (ما يعادل 6,010.12 يورو)، وجائزة أفضل عمل علمي، بقيمة 500 ألف بيزيتا (3,005.06 يورو). 
وفي تلك الدورة الأولى، لم تُمنح سوى جائزة "أفضل عمل بحثي".
وفي فبراير 2022، خلال الدورة التاسعة عشرة لجوائز ألبرتو سولس، تم التمييز بين نوعين من البحث في فئة "أفضل عمل بحثي": البحث الأساسي والبحث السريري.
في عام 1998، انضمت جامعة ميغيل إيرنانديث كجهة راعية لجوائز ألبرتو سولس.
تُمنح هذه الجوائز كل عامين في فئتين: "أفضل عمل بحثي" بقيمة 22,000 يورو، و**"أفضل عمل علمي"** بقيمة 8,000 يورو.
تُمنح الجوائز من قبل لجنة علمية مكوّنة من ممثلين عن: حكومة فالنسيا، جامعة أليكانتي، جامعة ميغيل إيرنانديث في إلشي، عائلة ألبرتو سولس، بلدية ساكس، والفائز بالجائزة في الدورة السابقة.
في أكتوبر 1986، قام ألبرتو سولس نفسه بتسليم أول جائزة تحمل اسمه. ومن الدورة الثانية حتى التاسعة، كانت تُسلَّم الجوائز في 2 فبراير من كل عام، بالتزامن مع احتفالات "الموريسكيين والمسيحيين" في بلدة ساكس.
يُعلن عن أسماء الفائزين في نهاية كل عام، بينما يتم تسليم الجوائز في شهر أبريل التالي. يترأس عمدة ساكس حفل توزيع الجوائز، والذي يُقام في مسرح ثربانتس في البلدة، ويتحدث فيه العلماء المكرمون عن أعمالهم البحثية والإنجازات العلمية التي نالوا بها الجائزة.

في أكتوبر 1986، قام ألبرتو سولس نفسه بتسليم أول جائزة تحمل اسمه. ومن الدورة الثانية حتى التاسعة، كانت تُسلَّم الجوائز في 2 فبراير من كل عام، بالتزامن مع احتفالات "الموريسكيين والمسيحيين" في بلدة ساكس.
يُعلن عن أسماء الفائزين في نهاية كل عام، بينما يتم تسليم الجوائز في شهر أبريل التالي. يترأس عمدة ساكس حفل توزيع الجوائز، والذي يُقام في مسرح ثربانتس في البلدة، ويتحدث فيه العلماء المكرمون عن أعمالهم البحثية والإنجازات العلمية التي نالوا بها الجائزة.
المرشحين
هم علماء أجروا أبحاثهم في مجال علوم الصحة. ويشترط أن تكون لهم صلة ما بجماعة فالنسيا، سواء من خلال مكان الولادة أو الإقامة أو العمل. كما يجب أن يتم ترشيحهم أو دعمهم من قِبل مؤسسة عامة أو خاصة ذات علاقة بمجال علوم الصحة.